# Phyllotreta ramosoides
Phyllotreta ramosoides es una especie de insecto coleóptero de la familia Chrysomelidae. Fue descrita científicamente en 1985 por Smith.